# Шакурин, Пётр Степанович
Пётр Степанович Шакурин (20 марта 1918 — 9 июня 1984) — Герой Советского Союза, командир эскадрильи 155-го гвардейского штурмового авиационного полка 9-й гвардейской штурмовой авиационной дивизии 1-го гвардейского штурмового авиационного корпуса 2-й воздушной армии 1-го Украинского фронта, гвардии капитан.

## Биография
Родился 20 марта 1918 года в деревне Байкаим на территории современного Ленинск-Кузнецкого района Кемеровской области в крестьянской семье. Русский.
Окончил 7 классов. Работал в типографии районной газеты, учился в аэроклубе.
В Красной Армии — с 1938 года. Окончил Новосибирскую военную авиационную школу лётчиков. С 1940 по 1942 годы работал лётчиком-инструктором в этой же школе. Член ВКП(б)/КПСС с 1942 года.
В боях Великой Отечественной войны — с января 1943 года. Участвовал в боях при ликвидации демянской группировки противника на Курской дуге; при освобождении города Харькова; при форсировании рек Днепр, Южный Буг и Днестр; при ликвидации Корсунь-Шевченковской группировки, а также при освобождении городов: Кишинёв, Яссы, Львов.
Командир эскадрильи 155-го гвардейского штурмового авиационного полка гвардии капитан Пётр Шакурин совершил к концу войны 175 успешных боевых вылетов на штурмовку вражеских войск, нанеся противнику значительный урон в живой силе и боевой технике: подавил огонь четырёх батарей и уничтожил 19 танков, 69 автомашин с войсками и грузами, 3 автоцистерны с горючим, 12 железнодорожных вагонов с боеприпасами и другим военным грузом, взорвал два склада, истребил 750 солдат и офицеров противника.
После войны Шакурин продолжил службу в ВВС СССР. С 1959 года майор П. С. Шакурин — в запасе. Работал в Новосибирском областном комитете ДОСААФ, техником в Научно-исследовательском институте измерительных приборов.
Жил в Новосибирске. Умер 9 июня 1984 года, похоронен на Заельцовском кладбище в Новосибирске.

## Награды
- Указом Президиума Верховного Совета СССР от 27 июня 1945 года за образцовое выполнение боевых заданий командования на фронте борьбы с немецко-фашистскими захватчиками и проявленные при этом мужество и героизм гвардии капитану Шакурину Петру Степановичу присвоено звание Героя Советского Союза с вручением ордена Ленина и медали «Золотая Звезда» (№ 7893).
- Награждён тремя орденами Красного Знамени, орденом Александра Невского, орденом Отечественной войны 1-й степени, двумя орденами Красной Звезды, а также медалями.

## Память
- В Новосибирске имя Героя Советского Союза Петра Степановича Шакурина увековечено на Аллее Героев у монумента Славы.
- Именем Шакурина названа улица в городе Ленинске-Кузнецком[2].